# Mỹ Thuận, An Giang
Mỹ Thuận là một xã thuộc tỉnh An Giang, Việt Nam.

## Lịch sử
Ngày 8 tháng 1 năm 2004, Chính phủ ban hành Nghị định số 11/2004/NĐ-CP về việc thành lập thị trấn Sóc Sơn trên cơ sở 2.206,88 ha diện tích tự nhiên và 15.082 nhân khẩu của xã Sóc Sơn.
Sau khi thành lập thị trấn Sóc Sơn, xã Sóc Sơn còn lại 3.762,25 ha diện tích tự nhiên và 7.320 nhân khẩu và được đổi tên xã Sóc Sơn thành xã Mỹ Thuận.
Ngày 12 tháng 6 năm 2025, Ủy ban Thường vụ Quốc hội ban hành Nghị quyết số 1654/NQ-UBTVQH15 về việc sắp xếp các đơn vị hành chính cấp xã của tỉnh An Giang. Theo đó, toàn bộ diện tích tự nhiên, quy mô dân số của thị trấn Sóc Sơn và các xã Mỹ Hiệp Sơn, Mỹ Phước, Mỹ Thuận thành xã mới có tên gọi là xã Mỹ Thuận.